# Chacinhòla
Chassignolles és un municipi francès situat al departament de l'Alt Loira i a la regió d'Alvèrnia-Roine-Alps. L'any 2007 tenia 87 habitants.

## Demografia

### Població
El 2007 la població de fet de Chassignolles era de 87 persones. Hi havia 38 famílies de les quals 8 eren unipersonals (8 dones vivint soles i 8 dones vivint soles), 13 parelles sense fills, 13 parelles amb fills i 4 famílies monoparentals amb fills.
La població ha evolucionat segons el següent gràfic:
Habitants censats

### Habitatges
El 2007 hi havia 138 habitatges, 39 eren l'habitatge principal de la família, 73 eren segones residències i 26 estaven desocupats. 136 eren cases i 2 eren apartaments. Dels 39 habitatges principals, 38 estaven ocupats pels seus propietaris i 1 estava llogat i ocupat pels llogaters; 1 tenia dues cambres, 6 en tenien tres, 8 en tenien quatre i 23 en tenien cinc o més. 31 habitatges disposaven pel capbaix d'una plaça de pàrquing. A 22 habitatges hi havia un automòbil i a 13 n'hi havia dos o més.

### Piràmide de població
La piràmide de població per edats i sexe el 2009 era:
| Homes | Edats   | Dones |
| ----- | ------- | ----- |
| 0     | 95 o +  | 0     |
| 0     | 90 a 94 | 4     |
| 4     | 85 a 89 | 0     |
| 4     | 80 a 84 | 8     |
| 4     | 75 a 79 | 0     |
| 4     | 70 a 74 | 4     |
| 4     | 65 a 69 | 4     |
| 4     | 60 a 64 | 4     |
| 0     | 55 a 59 | 0     |
| 8     | 50 a 54 | 0     |
| 0     | 45 a 49 | 4     |
| 12    | 40 a 44 | 0     |
| 0     | 35 a 39 | 0     |
| 0     | 30 a 34 | 0     |
| 4     | 25 a 29 | 0     |
| 0     | 20 a 24 | 0     |
| 0     | 15 a 19 | 0     |
| 0     | 10 a 14 | 0     |
| 0     | 5 a 9   | 0     |
| 0     | 0 a 4   | 0     |

## Economia
El 2007 la població en edat de treballar era de 45 persones, 24 eren actives i 21 eren inactives. De les 24 persones actives 19 estaven ocupades (14 homes i 5 dones) i 5 estaven aturades (4 homes i 1 dona). De les 21 persones inactives 6 estaven jubilades, 3 estaven estudiant i 12 estaven classificades com a «altres inactius».
Activitats econòmiques
Dels 3 establiments que hi havia el 2007, 1 era d'una empresa de fabricació d'altres productes industrials, 1 d'una empresa d'hostatgeria i restauració i 1 d'una empresa de serveis.
L'únic servei als particulars que hi havia el 2009 era un taller de reparació d'automòbils i de material agrícola.
L'any 2000 a Chassignolles hi havia 10 explotacions agrícoles que ocupaven un total de 282 hectàrees.

## Poblacions més properes
El següent diagrama mostra les poblacions més properes.